# (979) Ilsewa
(979) Ilsewa és un asteroide del cinturó principal descobert per l'astrònom alemany Karl Wilhelm Reinmuth en 1922 des de l'observatori de Heidelberg-Königstuhl, Alemanya.
Deu el seu nom a Ilse Walldorf, una coneguda del descobridor.
S'estima que té un diàmetre de 36,.82 ± 2,5 km. La seva distància mínima d'intersecció de l'òrbita terrestre és d'1,74325 ua.
Les observacions fotomètriques recollides d'aquest asteroide mostren un període de rotació de 42,61 hores, amb una variació de lluentor de 9,7 de magnitud absoluta.